# Under (Alex Hepburn)
Under is een nummer van de Britse zangeres Alex Hepburn uit 2013. Het is de eerste single van haar debuutalbum Together Alone.
"Under" is een popnummer dat gaat over een relatie die in zwaar weer verkeert. Het nummer flopte in Hepburns thuisland het Verenigd Koninkrijk, maar werd in een aantal andere Europese landen wel een hit. In Nederland was het met een 19e positie in de Tipparade ook niet heel succesvol, maar in Vlaanderen werd het wel een hit met een 10e positie in de Vlaamse Ultratop 50.

## Tracklijst
1. "Under" - 3:58
2. "Woman" - 3:28